# Black Phone 2
Black Phone 2 (conocida como Teléfono negro 2 en Hispanoamérica) es una próxima película estadounidense de terror sobrenatural dirigida por Scott Derrickson y coescrita por C. Robert Cargill, quienes producen con Jason Blum. Se trata de una secuela de The Black Phone (2021), que a su vez es una adaptación del cuento homónimo de 2004 de Joe Hill. En la película, Mason Thames, Madeleine McGraw, Jeremy Davies y Ethan Hawke retoman sus papeles. Su estreno está previsto en los Estados Unidos por Universal Pictures el 17 de octubre de 2025.

## Reparto
- Mason Thames como Finney
- Madeleine McGraw como Gwen
- Ethan Hawke como Albert / The Grabber
- Jeremy Davies como Terrence
- Miguel Cázarez Mora como Robin
- Arianna Rivas

## Producción
En junio de 2022, Scott Derrickson dijo que, si bien Joe Hill protegía su historia, el autor le había propuesto una "idea maravillosa" para una secuela que estaba dispuesto a dirigir si la primera película era un éxito. En agosto, Derrickson y Hill confirmaron que había conversaciones con el estudio para hacer una secuela. Derrickson se refirió al éxito financiero de The Black Phone como uno de los catalizadores para el desarrollo del proyecto. Hill dijo que su inspiración para escribir una secuela se basó en las "imágenes icónicas" de las máscaras de Grabber.
En noviembre de 2023, se informó que Ethan Hawke , Mason Thames , Madeleine McGraw , Jeremy Davies y Miguel Cazarez Mora retomarían sus papeles de la primera película. El guion fue escrito por Scott Derrickson y C. Robert Cargill , y el dúo también actuó como productores de la secuela. En diciembre, se confirmó que Derrickson regresaría como director.

## Estreno
Su estreno está programado para el 17 de octubre de 2025, originalmente estaba programado para ser lanzado el 27 de junio de 2025.